# Chaetopsylla lotoris
Chaetopsylla lotoris är en loppart som först beskrevs av Stewart 1926.  Chaetopsylla lotoris ingår i släktet Chaetopsylla och familjen grävlingloppor. Inga underarter finns listade i Catalogue of Life.